# Lörgeudd
Lörgeudd är en udde och naturreservat i Hellvi socken på Gotland, två kilometer söder om Kyllaj.
Liksom vid Kyllaj började man bryta, bränna och skeppa ut kalk här på 1650-talet. Rester av kalkugnar, kalklador och raserade bryggor finns idag vid hamnen.
På udden finns ett 15-tal raukar, och udden täcks av klapperstensvallar.